# Hanna Wijk
Hanna Wijk (15 dicembre 2003) è una calciatrice svedese, difensore dell'Häcken e della nazionale svedese.

## Carriera

### Club
Wijk si avvicina al calcio fin da giovane, iniziando la carriera nelle giovanili del Lerums IS, club dell'omonima cittadina della contea di Västra Götaland, rimanendo legata alla squadra per cinque anni e indossando la fascia di capitano e ottenendo buoni risultati nelle serie monuori prima di trasferirsi al Kopparbergs/Göteborg.
Dopo una prima parte di stagione giocata con la sua formazione under 19, Wijk debutta con la prima squadra siglando una delle due reti della vittoria sul  Jitex BK, tuttavia per il debutto in Damallsvenskan deve attendere luglio, entrando al 68' in sostituzione di Emma Koivisto nella vittoria per 4-0 sul Växjö DFF alla 3ª giornata di campionato, torneo iniziato in ritardo a causa delle restrizioni atte a prevenire la diffusione della pandemia di COVID-19 in Svezia. La squadra allenata dal duo Mats Gren e Jörgen Ericson si rivela ben presto tra le migliori, con Wijk che, dopo essere stata in rosa, senza scendere in campo, nell'incontro di Coppa di Svezia con il Linköping, pur ancora diciassettenne riceve la fiducia degli allenatori marcando, pur se spesso partendo dalla panchina, 17 presenze in massima serie alla stagione d'esordio, maturando inoltre due presenze in UEFA Women's Champions League prima della fine dell'anno, entrambe da titolare, ai sedicesimi di finale dell'edizione 2020-2021 nella doppia sfida con le inglesi del Manchester City. Sempre quell'anno Wijk e compagne festeggiano la conquista del primo titolo di Campione di Svezia per il club, nonché primo trofeo in bacheca per la giovane calciatrice.
La stagione successiva resta legata alla società che, dopo aver preso inizialmente la decisione di sciogliere la prima squadra, ritorna sui suoi passi e prima dell'inizio della stagione si accorda con il Bollklubben Häcken per diventarne la sezione femminile. Wijk è tra le giocatrici che entrano in rosa con la nuova squadra, che con i nuovi colori rileva il Kopparbergs/Göteborg nell'edizione 2020-2021 della Coppa di Svezia aggiudicandosi il trofeo battendo in finale l'Eskilstuna United con il risultato di 3-0. In seguito, con i colori giallo-neri dell'Häcken disputa tutte le edizioni dalla 2021-2022 in poi, miglior risultato i quarti di finale nell'edizione 2023-2024. Nel marzo 2021 estende la durata del contratto firmando un biennale, per poi rinnovarlo per altri due anni nel maggio 2023.

### Nazionale
Notata dalla Federcalcio svedese come potenziale nuovo elemento da inserire in organico con le proprie formazioni giovanili, Wijk inizia ad essere convocata nel 2018, inizialmente per vestire la maglia della selezione under 15 in occasione di una doppia sfida amichevole con le pari età di Norvegia, alle quali segna la rete del parziale 2-0 nella vittoria per 6-3 del secondo incontro il 23 settembre, suo esordio assoluto con la maglia della nazionale, e Finlandia del settembre e ottobre di quell'anno.
L'anno seguente è chiamata in under 16 prima, in aprile, in occasione di un torneo semiufficiale patrocinato UEFA in Slovenia, e successivamente, in luglio, nell'edizione 2019 del Nordisk Flick (Nordic Cup) destinata a formazioni giovanili scandinave, maturando con i successivi tornei amichevoli 11 presenze con questa selezione affrontando tra le altre, Stati Uniti, Germania e Spagna.
Dal 2020 è aggregata alla under 17, chiamata in rosa con la squadra che affronta la MIMA Cup 2020 a San Pedro del Pinatar, Spagna, per poi passare direttamente alla under 23 guidate da Renée Slegers nel 2021, anno in cui matura, sempre in amichevole, una presenza nella under 18 contro il Belgio e inizia le convocazioni anche in under 19. Con la maggiore delle giovanili svedesi tra il 2021 e il 2023 gioca 14 incontri, tutte in tornei amichevoli, debuttando il 10 giugno 2021 nel pareggio per 2-2 con la Francia., con la under 19 con le stesse presenze ne sigla 3, disputando qualificazioni e fase finale dell'Europeo di Repubblica Ceca 2022, con la sua nazionale che giunge fino alle semifinali.
Nel frattempo, nel settembre 2022, arriva anche la prima chiamata con la nazionale maggiore, convocata dal commissario tecnico Peter Gerhardsson assieme a Matilda Vinberg, altra novità nell'organico svedese, per uno stage preliminare, tuttavia per concretizzarsi in una convocazione in un incontro ufficiale deve attendere altri due anni venendo poi impiegata per la prima volta nella netta vittoria per 8-0 sul Lussemburgo del 29 ottobre 2024, scendendo in campo da titolare nell'incontro valido per la qualificazione all'Europeo di Svizzera 2025.

## Statistiche

### Cronologia presenze e reti in nazionale
| Cronologia completa delle presenze e delle reti in nazionale ― Svezia F | Cronologia completa delle presenze e delle reti in nazionale ― Svezia F | Cronologia completa delle presenze e delle reti in nazionale ― Svezia F | Cronologia completa delle presenze e delle reti in nazionale ― Svezia F | Cronologia completa delle presenze e delle reti in nazionale ― Svezia F | Cronologia completa delle presenze e delle reti in nazionale ― Svezia F | Cronologia completa delle presenze e delle reti in nazionale ― Svezia F | Cronologia completa delle presenze e delle reti in nazionale ― Svezia F |
| Data                                                                    | Città                                                                   | In casa                                                                 | Risultato                                                               | Ospiti                                                                  | Competizione                                                            | Reti                                                                    | Note                                                                    |
| ----------------------------------------------------------------------- | ----------------------------------------------------------------------- | ----------------------------------------------------------------------- | ----------------------------------------------------------------------- | ----------------------------------------------------------------------- | ----------------------------------------------------------------------- | ----------------------------------------------------------------------- | ----------------------------------------------------------------------- |
| 25-10-2024                                                              | Göteborg                                                                | Svezia                                                                  | 8 – 0                                                                   | Lussemburgo                                                             | Qual. Euro 2025 - Spareggi                                              | -                                                                       |                                                                         |
| Totale                                                                  |                                                                         | Presenze                                                                | 1                                                                       |                                                                         | Reti                                                                    | 0                                                                       |                                                                         |

## Palmarès

### Club
- Campionato svedese: 1

Kopparbergs/Göteborg: 2020
- Coppa di Svezia: 1

Häcken: 2020-2021